# Bruntjärnen, Västergötland
Bruntjärnen är en sjö i Härryda kommun i Västergötland och ingår i Göta älvs huvudavrinningsområde.